# Aslan
Aslan este numele unei vechi familii nobiliare, de origine armeană, din Moldova.
Un anume Aslan din Spărieți, Putna, este ridicat boier în jurul anului 1740 de căpitanul Gheorghe Aslan, fiul Catrinei Aslănoaie, strănepoata logofătului Dimitrașcu Ciauru.
În anul 1822 este pomenit de documente căminarul Constantin Aslan ce numește ca vornic de aprozi pe fiul său, Alecu, hatman de Prut și pe cel de-al doilea fiu, Costache Aslan, ca agă. (cf. Constandin Sion, în volumul său „Arhondologia Moldovei”, Iași 1892)
În documente mai este menționat și Dumitrașco Ștefan, mare logofăt (mort la 1694), urmașul unei familii ce dăduse, timp de cinci generații, șase mari logofeți și un voievod – Gheorghe Ștefan (1653–1658) – care a avut trei băieți (morți fără urmași), și patru fete, din care Anița a fost soția unui Aslan spătar. (cf. N. Stoicescu – „Dicționar“)
În zilele noastre din această veche familie nobiliară au provenit Ana Aslan și caricaturistul Matty Aslan.
Persoane care a purtat acest nume:
- Ana Aslan (1897-1988), medic român specialist în gerontologie
- Matty Aslan (1924-1995) caricaturist, grafician, ilustrator de carte, regizor și scenarist de filme de animație
- Mihail Aslan (1857-1936), general român
- Reza Aslan (n. 1972), scriitor și profesor american de origine iraniană